# Arbolí
Arbolí és un poble i municipi de la comarca del Baix Camp (abans pertanyia a la comarca del Priorat) des del 1990 segons una llei de la Generalitat de Catalunya. Dins del terme municipal hi ha el llogaret de Gallicant.

## Geografia
El terme municipal d'Arbolí, 20,77 km² d'extensió, es troba al sector sud-occidental de les Muntanyes de Prades, que aquí depassen els 1.000 m al Puig de Gallicant (1.008 m) i donen al territori un caràcter molt trencat i accidentat. El coll d'Alforja, que forma la partió entre les dues comarques (Baix Camp i Priorat), es troba dins el terme d'Arbolí. El límit sud-oriental ressegueix els cingles d'Arbolí, esplèndid mirador sobre el Baix Camp. És drenat gairebé de manera exclusiva pel barranc d'Arbolí (dit també de les Moreres), afluent al riu de Siurana, i també pels del Bou de la Vila i del Gorg.
El poble d'Arbolí és actualment l'únic de població del municipi, que limita amb els termes d'Alforja (SE), la Mussara (ara de Vilaplana, a l'E) i La Febró (NE), tots tres del Baix Camp, i amb els de Siurana (ara de Cornudella) i Cornudella, al NW i W. El cim dit el Molló o el Mirador (922 m) és a l'extrem del sud del terme i forma un quadrifini entre Arbolí, Cornudella, Porrera i Alforja. La carretera comarcal de Reus a Fraga passa, en el sector del coll d'Alforja ja esmentat, pel migdia del territori, i en surt un brancal que porta al poble d'Arbolí. Camins rurals porten als antics masos.
Una bona part del sòl, gairebé les tres quartes parts, són de brolla i pineda; la part conreada ho és majoritàriament en explotació directa. Tan sols una propietat supera les 150 ha. i una altra, les 300. El regadiu és de poca importància, tot i tendir a créixer; el principal producte és l'avellaner, mentre s'ha reduït, fins a quasi desaparèixer, el sembrat, que encara el segle xix ocupava el 70% de les terres conreades. La vinya es manté estable.
Uns anys després de la meitat del segle xx va cessar l'explotació del carbó vegetal, i també es deixaren d'explotar les dues mines de coure. L'explotació del guix fou substituïda per la de l'argila que no es va mantenir. Esparsos pel terme hi havia una vintena de masos, el més important és el Mas d'en Vinyes; ara són tots rònecs excepte dos. La ramaderia, abans important —és viu encara el topònim del pla de les Vaques—, pràcticament desapareguda i substituïda per granges de porcs i de gallines. A la Solana, vora el riu o barranc d'Arbolí, hi havia tres molins paperers, que resten inactius des de quasi fa un segle, i dos de fariners, que es mantingueren actius fins als anys de 1940.
Llista de topònims d'Arbolí:muntanyes, serres, collades, indrets..; hidrografia: rius, fonts…; edificis: cases, masies, esglésies, etc).

## El poble

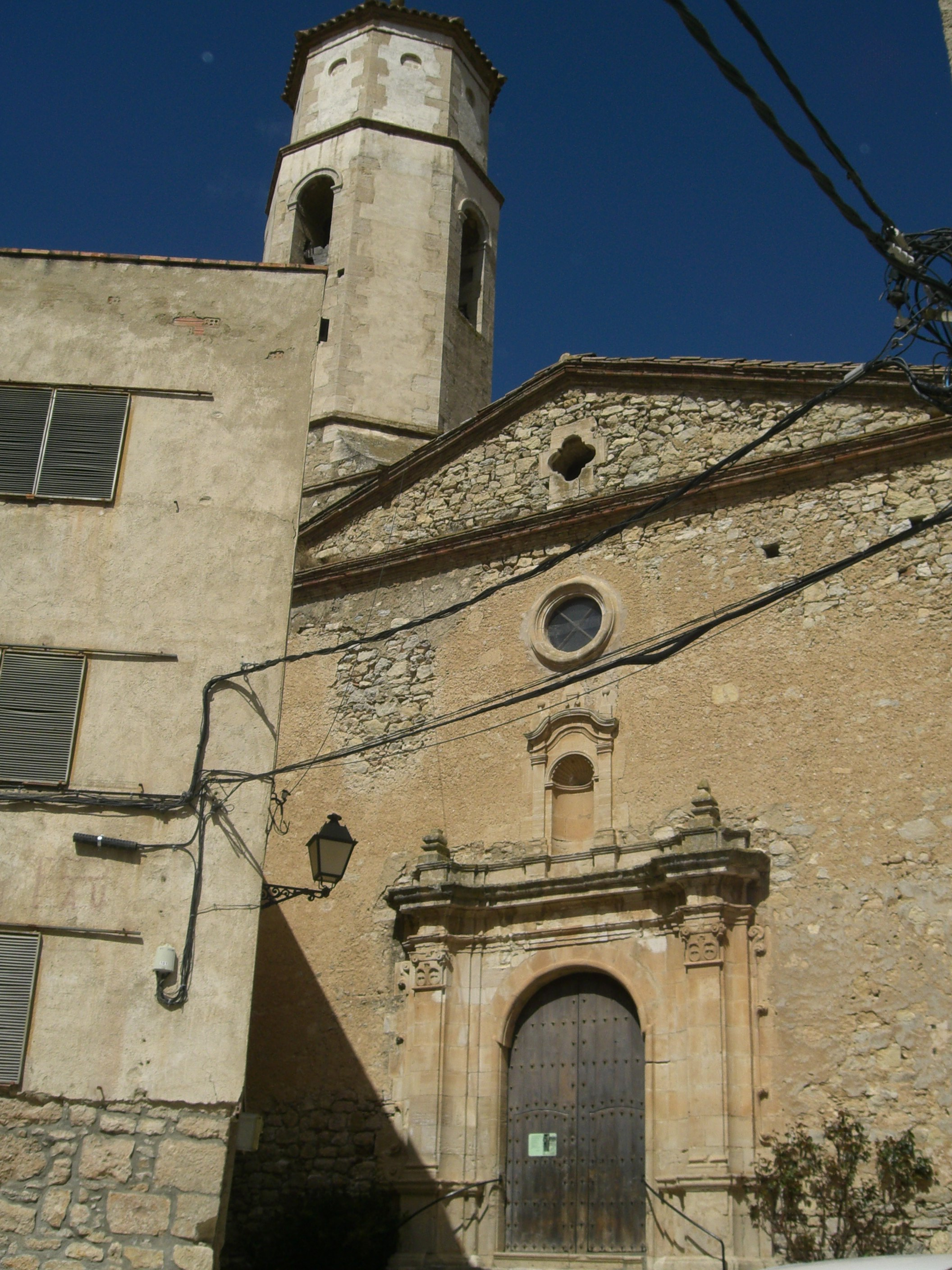
Parròquia de Sant Andreu.

El poble d'Arbolí (714 m d'altitud) queda alhora enclotat i arrecerat en una llenca plana entre el serret dels Colls i el barranc d'Arbolí. L'edifici més notable n'és l'església de Sant Andreu, neoclàssica, de tres naus amb cor i campanar. El 1936 va ser cremada i convertida en quadra. Ara depèn de l'Alforja. Diverses cases del poble tenen portalades amb dovelles dels segles xvii i xviii, algunes de les quals s'han refet com a lloc de segona residència. Ca l'Arrel és considerada la més antiga del poble i guarda arcades de mig punt. L'antiga rectoria és utilitzada com a casa de colònies. La tradició atribueix als àrabs la volta de la Font Voltada, així com una torre de guaita medieval dita dels Moros o del Manuel. El terme fou molt afectat el 1959 pel denominat aiguat de Sant Miquel.

## L'agregat de Gallicant

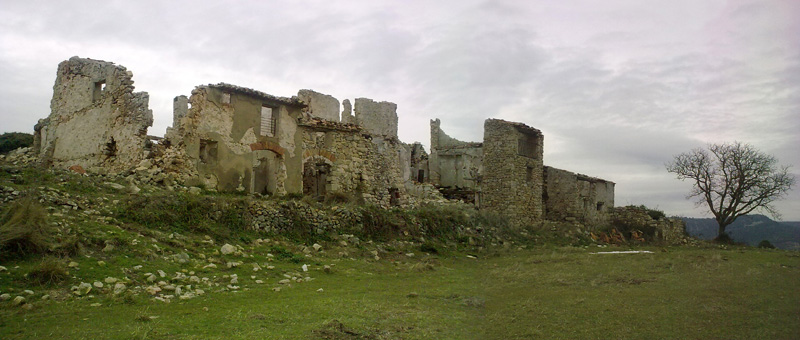
L'agregat de Gallicant.

Arbolí té des d'antic l'agregat, ara del tot rònec, Gallicant, format per mitja dotzena de cases. És esmentat ja el 1158 com pòdium Gallicantum a la carta de donació de L'Albiol; un mas del seu territori fou donat el 1197 per la reina Sança a la sagristia de Poblet. La caseria, al nord del terme, és un replà del vessant septentrional del puig de Gallicant, damunt la vall del riu Siurana. El lloc que era també parròquia d'Arbolí, es despoblà després del 1939, tot i que algú hi va en els temps de les collites. La major part dels seus habitants van anar a viure a Arbolí.

## Història
Es creu que el seu origen es troba en un antic assentament sarraí. La primera referència documental és la que fa Ramon Berenguer IV dels seus emprius. El 1263 era escrit Herbulino, d'origen incert, el 1280 Erbulio i no és fins al 1600 que apareix la forma Arbolí. Al segle xiii s'hi ha establert una comunitat càtara, tres membres de la qual foren condemnats el 1262. El lloc devia ser pobre, ja que si bé el seu rector pagava 18 sous i cinc diners a les dècimes de 1279; l'any següent se'l declarà exempt per tal com no havia assolit la quantitat necessària. Des de la seva creació, hom creu que va pertànyer a la Baronia d'Entença, ja que, el 1314 hi foren convocats els homes de la senyoria per a atacar Alforja al llarg de les disputes entre l'arquebisbe i el baró. Més tard, el 1324, va pertànyer al comtat de Prades. El 1332 el comte Ramon Berenguer I d'Empúries, va cedir el lloc a la seva muller Blanca com a dot amb motiu del seu esponsalici.
Després les terres van passar als ducs de Cardona i més endavant als de Medinaceli. El poble va participar de forma activa en la insurrecció carlista de 1827.

## Cultura

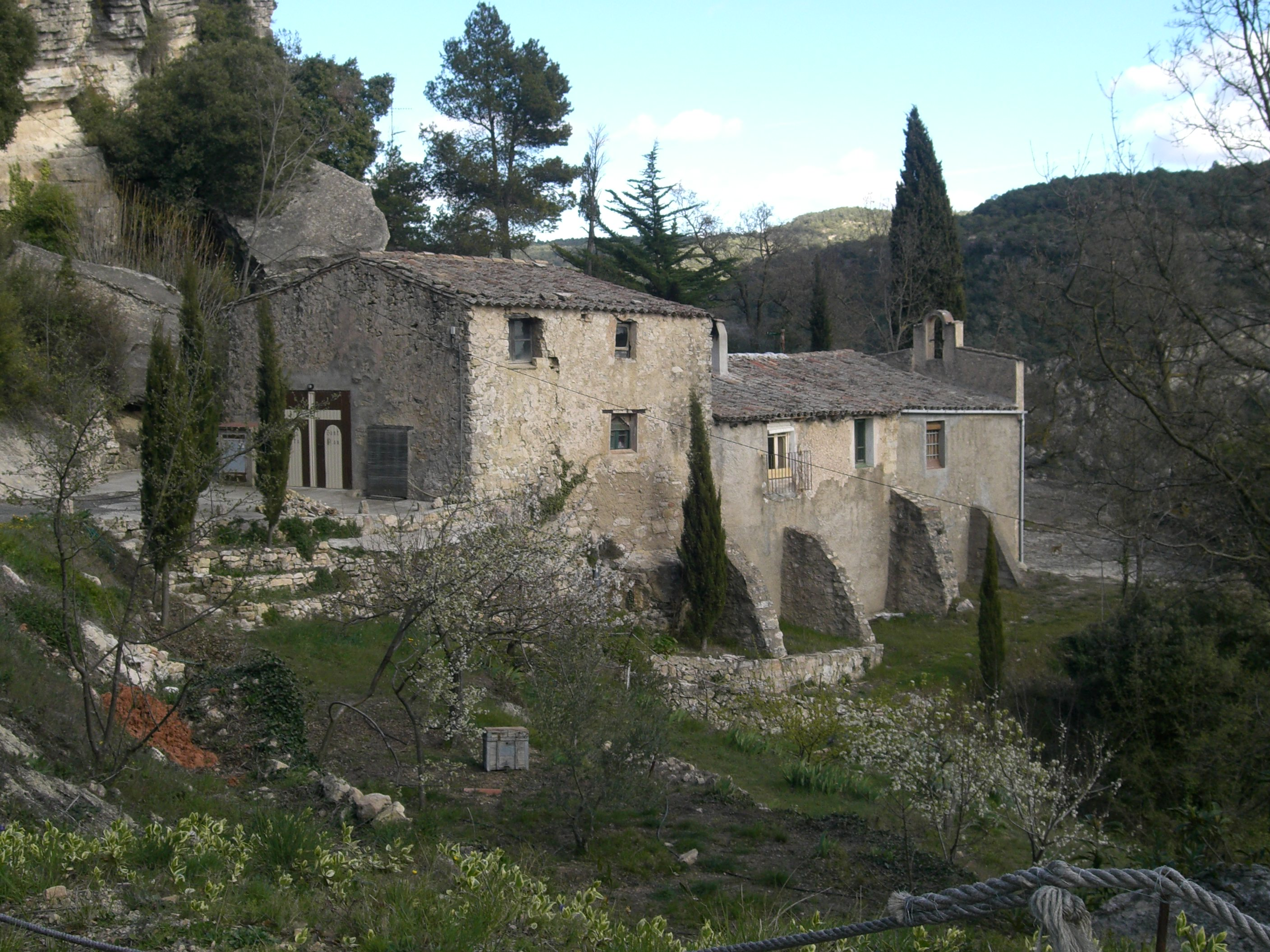
Ermita de Sant Pau

A la zona del Colls damunt del poble, a 714 m, hi ha l'ermita de Sant Pau. Construïda en el segle xvii, té una capella d'una nau i espadanya, sense gaire interès, amb la porta d'entrada de mitja volta, refeta el 1927 i el 1974. La imatge de fusta del titular es va salvar el 1936 i ara es guarda al poble.
Al Cingle Blanc, de cara a la plana del Camp, s'hi ha trobat diversos jaciments prehistòrics, amb restes de l'edat del ferro i de l'Eneolític (coure), amb notables i nombroses troballes, algunes a flor de terra, de ceràmica i sílex, la majoria pertanyents a la denominada cultura campaniforme, així com d'altres d'ibèriques i romanes, que converteixen la zona en un exemple típic de concentració de poblament prehistòric.
Altres troballes s'han fet a la cova de la Dou, a l'avenc del Pep Anton, a la cova de l'Aleu i al coll del Nassot.
Arbolí celebra la seva festa major el primer cap de setmana del mes d'octubre. El gener se celebra la festa major d'hivern, coincidint amb la festivitat de Sant Pau.

## Economia
La principal activitat econòmica és l'agricultura de secà, i hi destaca el cultiu d'avellaners. Tot i que en la zona hi ha dues mines de coure, aquestes estan sense explotar. També han desaparegut els antics molins de paper i de farina.

## Demografia
Al segle xviii Arbolí experimentà un notable creixement: En començar-lo compta amb 41 cases el 1708 i amb 30, aglutinades, el 1719, quan es fa constar que «su situación es en la montaña, malísima tierra», tenint un terme de deu quarts de tomb. El 1763 tenia 44 veïns i 40 el 1773. El creixement demogràfic es reflecteix també en el nombre d'habitants, que passen de 130 el 1716 a 292 el 1787. La jurisdicció senyorial havia passat dels comtes de Prades als ducs de Cardona i d'aquests als de Medinaceli. El 777 hi és documentat el conreu de l'avellaner; el mateix any hi eren actius els molins paperers, un dels quals produïa anualment 2 200 raimes --(vegeu, Raima)-- de paper. D'aquest període semblen datar els masos més notables com el Mas d'en Vinyes i el Mas del Bruno. La importància dels conreus de cereals cal deduir-la de la vintena d'eres esmentades. El 1787 l'església, que anteriorment havia estat vicaria de Siurana, consta com a parròquia. Tot i els símptomes apuntats de millora el 1794, el poble es lamentava davant les autoritats corregimentals de la seva misèria, que l'impossibilitava de satisfer els tributs endarrerits.
A l'inici del segle xix mantingué una població estable amb 44 veïns el 1819. Encara en tenia 45 el 1830; aquest darrer any en tenia 72, que passaren a 232 el 1842, 478 el 1857, 504 el 1860, 496 el 1897; per assolir la seva fita demogràfica màxima el 1900 amb 515. L'única notícia política coneguda del segle xix és la participació de gent del poble en la revolta dels Malcontents. El 1847 hi havia una important ramaderia, en part pertanyent a gent de Reus, que hi tenia pastors, de llana, vaques, cabres i porcs. Per aquell temps es talaven sistemàticament els boscs per a destinar la fusta a la construcció, essent aquesta una de les principals activitats econòmiques. Al llarg del segle xx i principis del XXI està coneixent una constant davallada demogràfica; només amb un increment motivat pel campament militar de Los Castillejos.
Los Castillejos va ser un campament militar destinat a allotjar els qui feien milícies universitàries, arribà a albergar 4.000 homes a l'estiu. Aquest campament va estar actiu des de l'any 1950 fins al 2001. S'estenia també per terres de Mas dels Frares (la Febró) i de la Mussara, al Baix Camp.
| 1497 f | 1515 f | 1553 f | 1717 | 1787 | 1857 | 1877 | 1887 | 1900 | 1910 |
| ------ | ------ | ------ | ---- | ---- | ---- | ---- | ---- | ---- | ---- |
| 16     | 19     | 23     | 130  | 292  | 478  | 498  | 497  | 515  | 453  |

| 1920 | 1930 | 1940 | 1950 | 1960 | 1970 | 1981 | 1990 | 1992 | 1994 |
| ---- | ---- | ---- | ---- | ---- | ---- | ---- | ---- | ---- | ---- |
| 374  | 286  | 220  | 169  | 290  | 164  | 97   | 150  | 135  | 135  |

| 1996 | 1998 | 2000 | 2002 | 2004 | 2006 | 2008 | 2010 | 2012 | 2014 |
| ---- | ---- | ---- | ---- | ---- | ---- | ---- | ---- | ---- | ---- |
| 131  | 131  | 139  | 125  | 116  | 105  | 111  | 113  | 113  | 105  |

| 2016 | 2018 | 2020 | 2022 | 2024 | 2026 | 2028 | 2030 | 2032 | 2034 |
| ---- | ---- | ---- | ---- | ---- | ---- | ---- | ---- | ---- | ---- |
| 125  | 116  | 127  | 122  | 129  | -    | -    | -    | -    | -    |

## Política

### Històric d'alcaldes del municipi
| Període     | Alcalde o alcaldessa                              | Partit polític | Data de possessió | Observacions |
| ----------- | ------------------------------------------------- | -------------- | ----------------- | ------------ |
| 1979–1983   | Josep Salvadó Martorell                           | Logotip de Ciu | 19/04/1979        | --           |
| 1983–1987   | Josep Salvadó Martorell                           | Logotip de Ciu | 28/05/1983        | --           |
| 1987–1991   | Josep Salvadó Martorell                           | Logotip de Ciu | 30/06/1987        | --           |
| 1991–1995   | Josep Salvadó Martorell                           | Logotip de Ciu | 15/06/1991        | --           |
| 1995–1999   | Josep Salvadó Martorell                           | Logotip de Ciu | 17/06/1995        | --           |
| 1999–2003   | Jordi Juncosa Alberich                            | Logotip de Ciu | 03/07/1999        | --           |
| 2003–2007   | Jordi Juncosa Alberich                            | Logotip de CiU | 14/06/2003        | --           |
| 2007–2011   | Jordi Juncosa Alberich                            | Logotip d'ERC  | 16/06/2007        | --           |
| 2011–2015   | Jordi Juncosa Alberich                            | Logotip d'ERC  | 11/06/2011        | --           |
| 2015–2019   | Elisenda Barceló Olivé                            | Logotip de CiU | 13/06/2015        | --           |
| 2019-2023   | Armanda Flaujat, Magda Seriol i Meritxell Romanos | Logotip d'ERC  | 15/06/2019        | --           |
| Des de 2023 | Magda Seriol Samarra                              | Logotip d'ERC  | 17/06/2023        | --           |

### Resultats eleccions municipals
Nombre de regidors per partit
| Junts                                                                                     | - | - | - | - | - | - | - | - | - | - | 1 | 1 |
| PSC                                                                                       | - | - | - | 0 | 0 | 0 | 0 | 0 | 0 | - | 0 | 0 |
| PP                                                                                        | - | - | - | - | - | 0 | 0 | - | - | 0 | - | - |
| ERC                                                                                       | - | - | - | - | 0 | 0 | - | 4 | 4 | 3 | 4 | 4 |
| CiU                                                                                       | 5 | 5 | 5 | 5 | 5 | 5 | 5 | 1 | 1 | 2 | - | - |
| Altres                                                                                    | - | - | - | - | - | - | - | - | - | - | - | - |
| Total                                                                                     | 5 | 5 | 5 | 5 | 5 | 5 | 5 | 5 | 5 | 5 | 5 | 5 |
| La negreta fa referència a l'obtenció de l'alcaldia per part de la candidatura destacada. |   |   |   |   |   |   |   |   |   |   |   |   |